# IEEE-488

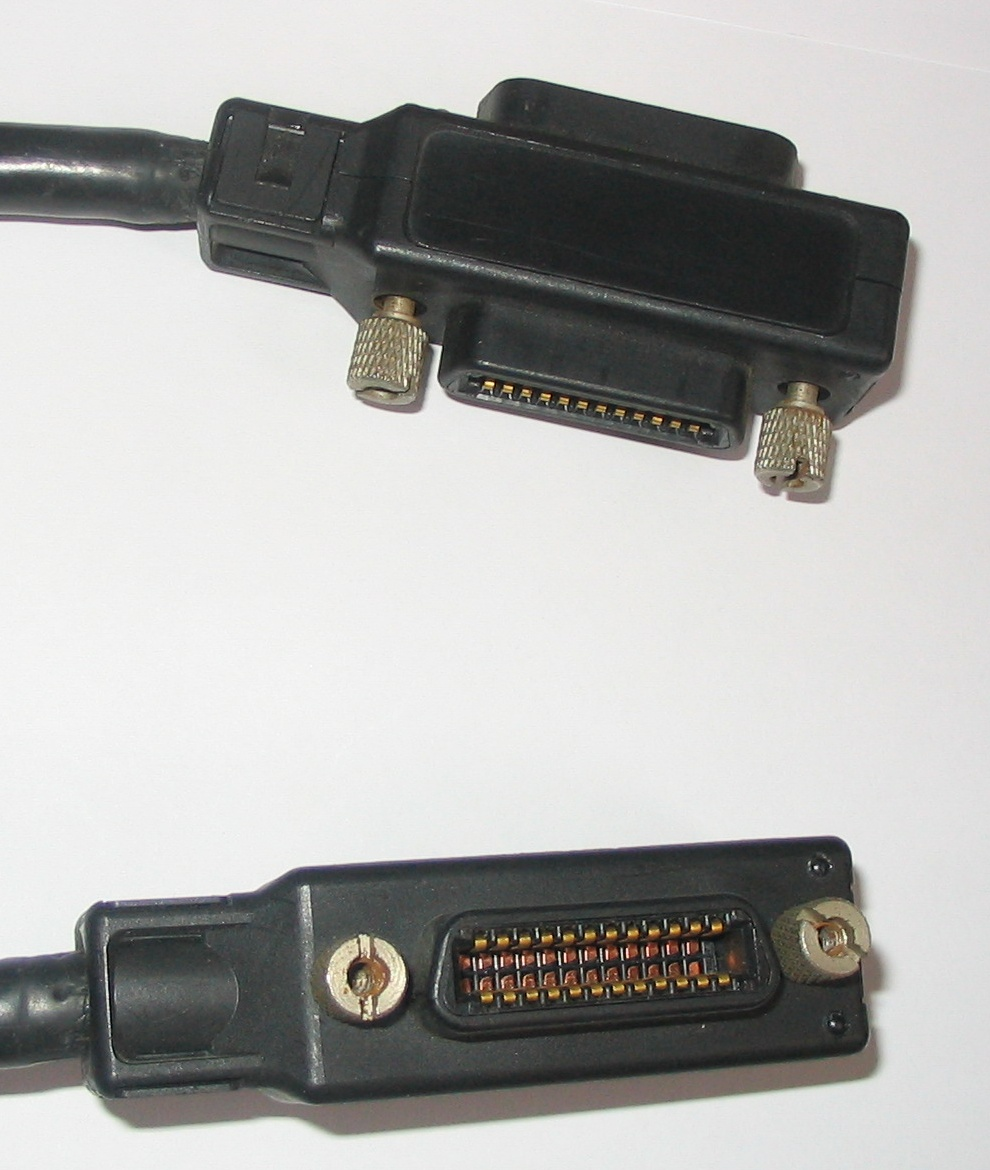

IEEE-488 是一种由惠普公司（现为安捷倫科技及是德科技）在1960年代开发的HP-IB（Hewlett-Packard Interface Bus，惠普接口总线）短程通信总线规范。随後成为了标准，并通称为GP-IB（General Purpose Interface Bus，通用接口总线）。

## 历史
- 1965年惠普公司设计“惠普接口总线”（HP-IB）, 用于连接惠普的计算机和可编程仪器。转换速率通常可达1Mbytes/s。
- 1975年，HP-IB成为IEEE-488-1975标准。描述了用于控制器和仪器间通讯标准，它包括电子信号、物理特性和特殊功能。
- 1977年10月IEC(国际电工委员会)采纳颁布为IEC625标准。
- 1987年IEEE个别修订为IEEE-488.1-1987，并同时颁布了IEEE-488.2-1987标准，加强了原来的标准, 精确定义了控制器和仪器的编码格式作了进一步的标准化。
- 1990年可编程仪器的标准命令（Standard Commands for Programmable Instruments,SCPI）采纳了IEEE488.2定义的命令结构,创建了一整套编程命令，被引入IEEE 488仪器。
- 1992年 修订IEEE 488.2，定义总线通讯控制、设置数字编码和格式以及设置通用设备命令，推出ANSI/IEEE488.2作为对IEEE488.1标准的补充。
- 1993年 NI公司提出HS488

## 技术特性
- 可以用一条无源的24脚并行总线互相连接若干台装置，以组成一个自动测试系统。 系统中装置的数目最多不超过15台，互连总线的长度不超过20m。
- 数据传输采用并行比特（位）、串行字节（位组）双向异步传输方式，其最大传输速率不超过1兆字节每秒。
- 总线上传输的消息采用负逻辑。低电平（≤+0.8V）为逻辑“1”，高电平（≥+2.0V）为逻辑“0”。
- 地址容量。单字节地址：31个讲地址，31个听地址；双字节地址：961个讲地址，961个听地址。
- 一般适用于电气干扰轻微的实验室和生产现场。

在一个GPIB标准接口总线系统中，要进行有效的通信联络至少有至多一个在工作的“讲者”、多个“听者”、1个“控者”三类仪器装置。 
GPIB并行总线的组成：
- 8条地线
- 16条信号线
  - 8条数据线：DIO1 到 DIO8，用 来传送命令、地址和数据
  - 5条控制线
    - ATN(Attenntion Line)监视线。由控制器驱动，该线的不同状态对数据总线上的信息作出解释。当ATN=“1”时，表示数据线上传送的是地址或命令，这时只有控制器能发送信息，其它设备都只能接收信息。当ATN=“0”时，表示数据总线上传送的是数据。
    - IFC (Interface Clear) 接口清零线。该线的状态由控制器建立，并作用于所有设备。当它为有效低电平时，整个IEEE 488总线停止工作，发送器停止发送，接收器停止接收。使系统处于已知的初始状态。它类似于复位信号RESET。可用计算机的复位键来产生IFC信号。
    - REN (Remote Enable)远程控制。该信号为低电平时，系统处于远程控制状态，设备面板开关，按键均不起作用；若该信号为高电平，则远程控制不起作用，本地面板控制开关，按键起作用。
    - SRQ (Service Request)服务请求线，指出某个设备请求控制器的服务，所有设备的请求线是“线或”在一起的。发向作为控制器的计算机的中断请求线。
    - EOI(End or Identify)结束或识别线。当ATN=“0”时，这是进行数据传送，当传送最后一个字节使EOI=“1”，表示数据传送结束，当ATN=“1”，若EOI=“1”时，则表示数据总线上是设备识别信息，即可得到请求服务的设备编码。

  - 3条握手线：每一个字节的数据传送都采用异步握手 (挂钩)联络方式。发送消息方（源方）和接收消息方（受方）利用这 3 条握手线进行三线挂钩。总线上如果是快速设备，传输速度就快；如果是慢速设备，传输就慢。
    - DAV (Data Avaible) 数据有效线
    - NRFD(Not Ready for Data) 未准备好接收数据线
    - NDAC (Not Data Accepted) 数据未接收完毕线

在GPIB控制器中，把器件与 GPIB 总线的一种交互作用定义成一种接口功能。GPIB 标准 接口共定义了 10 种接口功能